# Ganggräber von Midlaren
Die Ganggräber von Midlaren (auch Hunenborg genannt) sind zwei megalithische Grabanlagen der jungsteinzeitlichen Westgruppe der Trichterbecherkultur (TBK) bei Midlaren, einem Ortsteil von Tynaarlo in der niederländischen Provinz Drenthe. Die Gräber tragen die Van-Giffen-Nummern D3 und D4.

## Lage
Die beiden Gräber liegen nur etwa 5,0 m in ost-westlicher Richtung voneinander entfernt zwischen den alten Bauernhäusern (keuterijtjes) am Schusweg Nr. 40 und 42. 1,2 km nordwestlich befindet sich das Großsteingrab Noordlaren (G1).

## Forschungsgeschichte

### 18. und 19. Jahrhundert
Die Gräber wurden erstmals 1711 von Ludolf Smids erwähnt, der sie irrtümlich für eine zusammenhängende Anlage hielt. Im 18. und frühen 19. Jahrhundert wurden mehrere Zeichnungen der Gräber angefertigt: 1754 von Cornelis Pronk, 1768/69 von Petrus Camper und 1812 von Anton Ignaz Melling. Leonhardt Johannes Friedrich Janssen, Kurator der Sammlung niederländischer Altertümer im Rijksmuseum van Oudheden in Leiden, besuchte 1847 einen Großteil der noch erhaltenen Großsteingräber der Niederlande, darunter auch die Gräber von Midlaren, und publizierte im folgenden Jahr das erste Überblickswerk mit Baubeschreibungen und schematischen Plänen der Gräber. 1870 wurden die Hügelschüttungen der Gräber abgetragen. Janssens Nachfolger Willem Pleyte unternahm 1874 zusammen mit dem Fotografen Jan Goedeljee eine Reise durch Drenthe und ließ dort erstmals alle Großsteingräber systematisch fotografieren. Auf Grundlage dieser Fotos fertigte er Lithografien an. Conrad Leemans, Direktor des Rijksmuseums, unternahm 1877 unabhängig von Pleyte eine Reise nach Drenthe. Jan Ernst Henric Hooft van Iddekinge, der zuvor schon mit Pleyte dort gewesen war, fertigte für Leemans Pläne der Großsteingräber an. Leemans’ Bericht blieb allerdings unpubliziert.

### 20. und 21. Jahrhundert
Zwischen 1904 und 1906 dokumentierte der Mediziner und Amateurarchäologe Willem Johannes de Wilde alle noch erhaltenen Großsteingräber der Niederlande durch genaue Pläne, Fotografien und ausführliche Baubeschreibungen. Der Großteil seiner Aufzeichnungen ist verloren gegangen, die Dokumentation der Gräber von Midlaren ist hingegen noch erhalten. 1918 dokumentierte Albert Egges van Giffen die Anlagen für seinen Atlas der niederländischen Großsteingräber. Eine systematische archäologische Grabung oder eine größere Restaurierung hat bislang nicht stattgefunden. 1965 erfolgte lediglich eine kleinere Reparatur an Grab D4. Seit 1973 sind die Anlagen Nationaldenkmale (Rijksmonumenten). 2017 wurden die Anlagen zusammen mit den anderen noch erhaltenen Großsteingräbern der Niederlande in einem Projekt der Provinz Drente und der Reichsuniversität Groningen von der Stiftung Gratama mittels Photogrammetrie in einem 3D-Atlas erfasst.

## Beschreibung

### Grab D3
Bei der Anlage handelt es sich um ein annähernd ost-westlich orientiertes Ganggrab. Eine steinerne Umfassung konnte nicht festgestellt werden. Die Grabkammer hat eine Länge von 10,7 m und eine Breite von 4,4 m. Sie besitzt sechs Wandsteinpaare an den Langseiten, je einen Abschlussstein an den Schmalseiten und sechs Decksteine. Einer der Decksteine weist mindestens zwei Schälchen auf. An der Mitte der südlichen Langseite befindet sich der Zugang zur Kammer. Diesem ist ein Gang aus zwei Wandsteinen vorgelagert.

### Grab D4

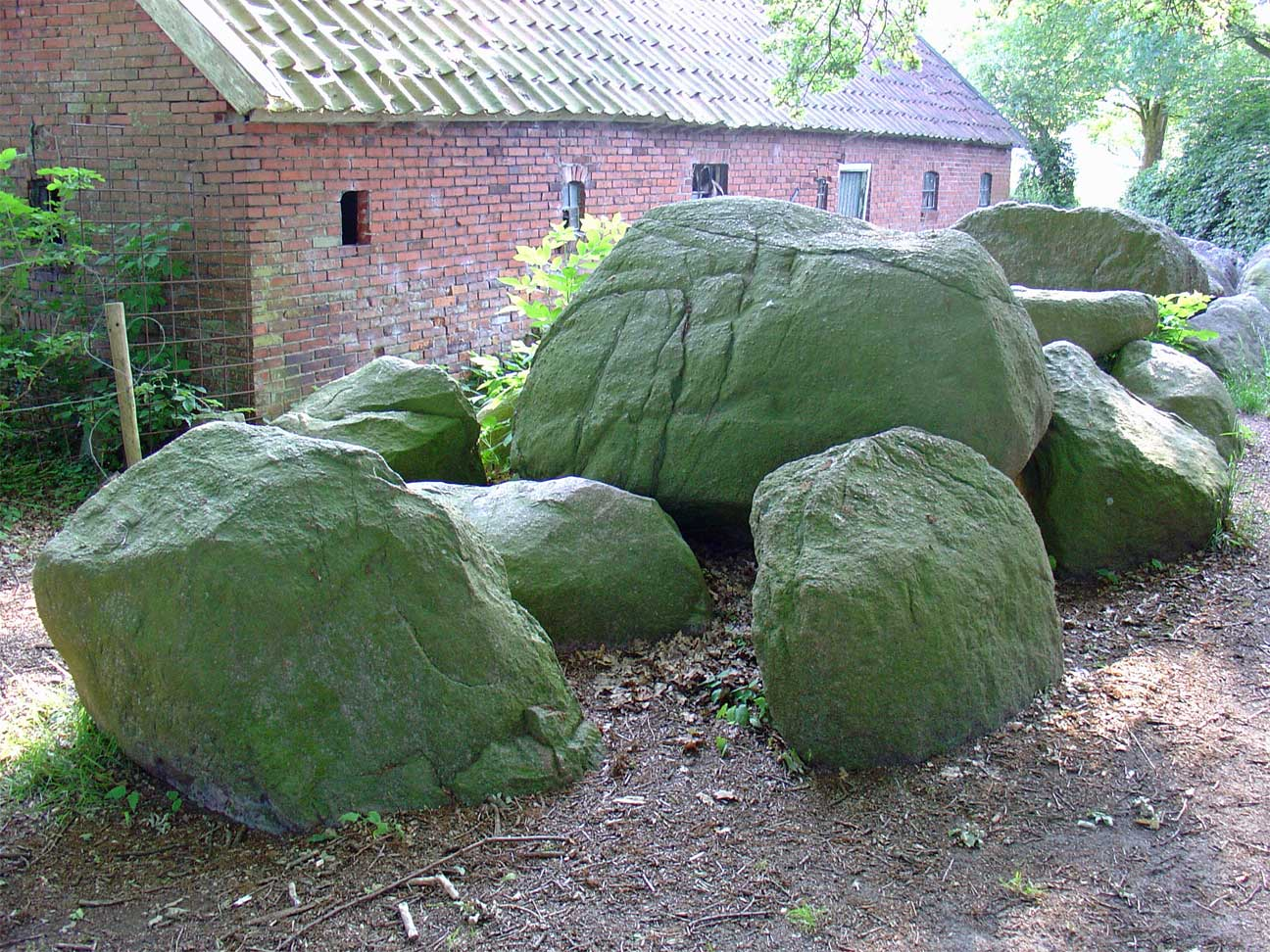
Das Großsteingrab D4 in Midlaren

Bei der Anlage handelt es sich ebenfalls um ein ost-westlich orientiertes Ganggrab. Eine steinerne Umfassung konnte nicht festgestellt werden. Die Grabkammer hat eine Länge von 14,8 m und eine Breite von 3,9 m. Sie besaß ursprünglich sieben Wandsteinpaare an den Langseiten, je einen Abschlussstein an den Schmalseiten und sieben Decksteine. Bis auf einen Wandstein an der nördlichen Langseite sind noch alle Steine erhalten. Die Decksteine liegen alle im Inneren der Kammer. Zwischen dem von Westen aus gesehen dritten und vierten Wandstein  der südlichen Langseite befindet sich der Zugang zur Kammer. Diesem ist ein Gang aus zwei Wandsteinen vorgelagert. Von den ursprünglichen Gangsteinen ist möglicherweise nur der östliche erhalten. Bei dem westlichen scheint es sich um einen Stein zu handeln, den van Giffen bei seiner Aufnahme im Jahr 1918 verlagert an der Südwestecke der Kammer vorfand. Van Giffen interpretierte ihn als abgesprengtes Bruchstück des westlichsten Decksteins.

### Funde

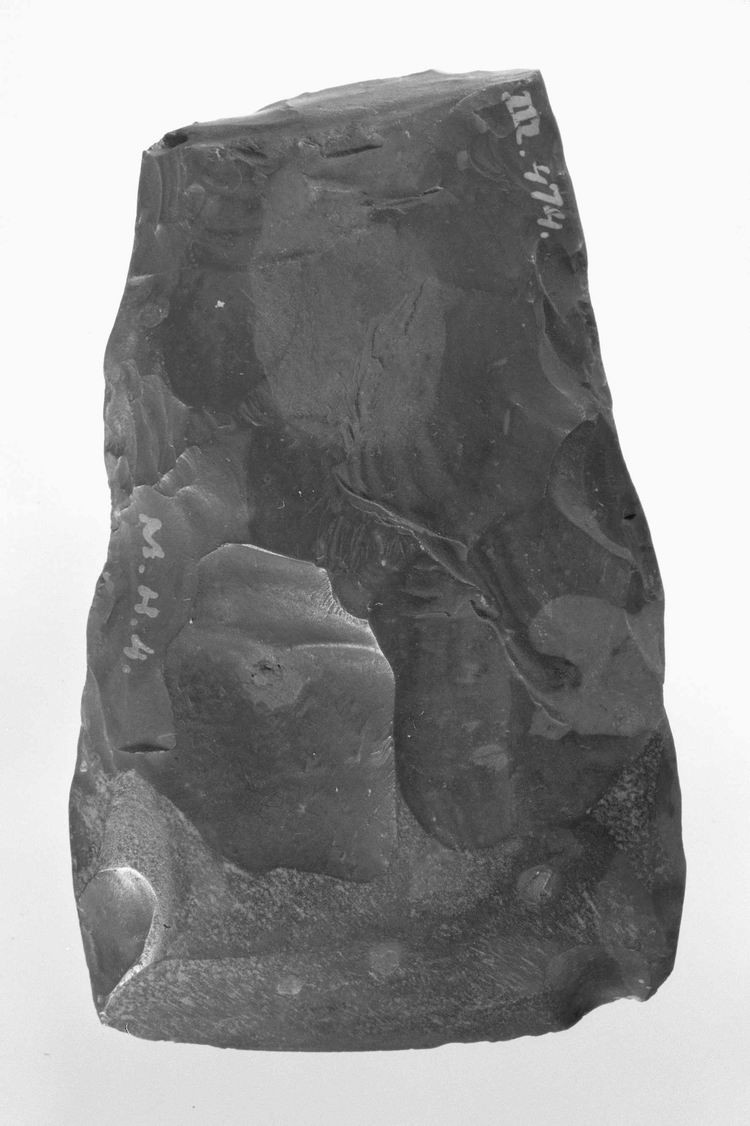
Feuerstein-Beil, wahrscheinlich aus Grab D4; Rijksmuseum van Oudheden, Leiden

Die Funde, die bei der Abtragung der Hügelschüttungen gemacht wurden, gelangten in Drents Museum nach Assen, ins Rijksmuseum van Oudheden in Leiden und teilweise auch in British Museum nach London.
Laut Willem Pleyte wurde im 19. Jahrhundert in einem der Gräber ein Stück Tuffgestein gefunden. Nach Jan Albert Bakker könnte es sich um ein Importstück aus der Eifel handeln.
2003 wurde bei der Restaurierung des Bauernhauses Schutsweg 40 eine Grube entdeckt, die mit ausgeräumtem Material aus einer der Grabkammern verfüllt war. Diese Ausräumung hatte wohl noch während der Nutzung der Gräber durch die Angehörigen der Trichterbecherkultur stattgefunden. Die Grube enthielt zahlreiche Scherben von Keramikgefäßen, darunter eine Terrine.